# Brompton Oratory
La chiesa del Cuore Immacolato di Maria (in inglese: Church of the Immaculate Heart of Mary), comunemente nota come Brompton Oratory, è una chiesa cattolica di Londra, sita in Brompton Road, nell'omonimo quartiere all'interno del borgo di Kensington e Chelsea.
La chiesa appartiene alla congregazione dell'Oratorio di san Filippo Neri, introdotta in Inghilterra dal cardinal John Henry Newman nel 1847. È anche la chiesa del London Oratory School.

## Storia
Frederick William Faber, nel novembre del 1852, acquistò un terreno nei pressi di Charing Cross per costruirvi un oratorio cattolico. Il primo edificio che venne costruito fu la sede dell'oratorio, poi la chiesa; nel 1874, venne indetto il concorso per la costruzione di un nuovo edificio di culto, più grande.
Il concorso fu vinto nel 1876 dall'architetto Herbert Gribble; tuttavia, la costruzione non cominciò che nel giugno 1880, quando venne solennemente posata la prima pietra. Il giorno 16 aprile 1884, mercoledì dell'ottava di Pasqua, fu consacrata quando la chiesa non era stata ancora portata a termine; la fine della costruzione si ebbe soltanto nel 1896, quando venne completata la cupola.
La chiesa è stata oggetto di più campagne di restauro: una prima, nel 1895, per l'allestimento interno dell'abside; una seconda, tra il 1927 e il 1932 su progetto dell'architetto italiano, durante la quale vennero realizzate le decorazioni in stucco e in legno che adornano l'interno dell'edificio; una terza nel 1984 per il centenario della consacrazione della chiesa. Nel 2006 è stato realizzato un nuovo altare dedicato a san Giuseppe ed uno dedicato al beato John Henry Newman nel 2010.

## Descrizione

### Arte e architettura

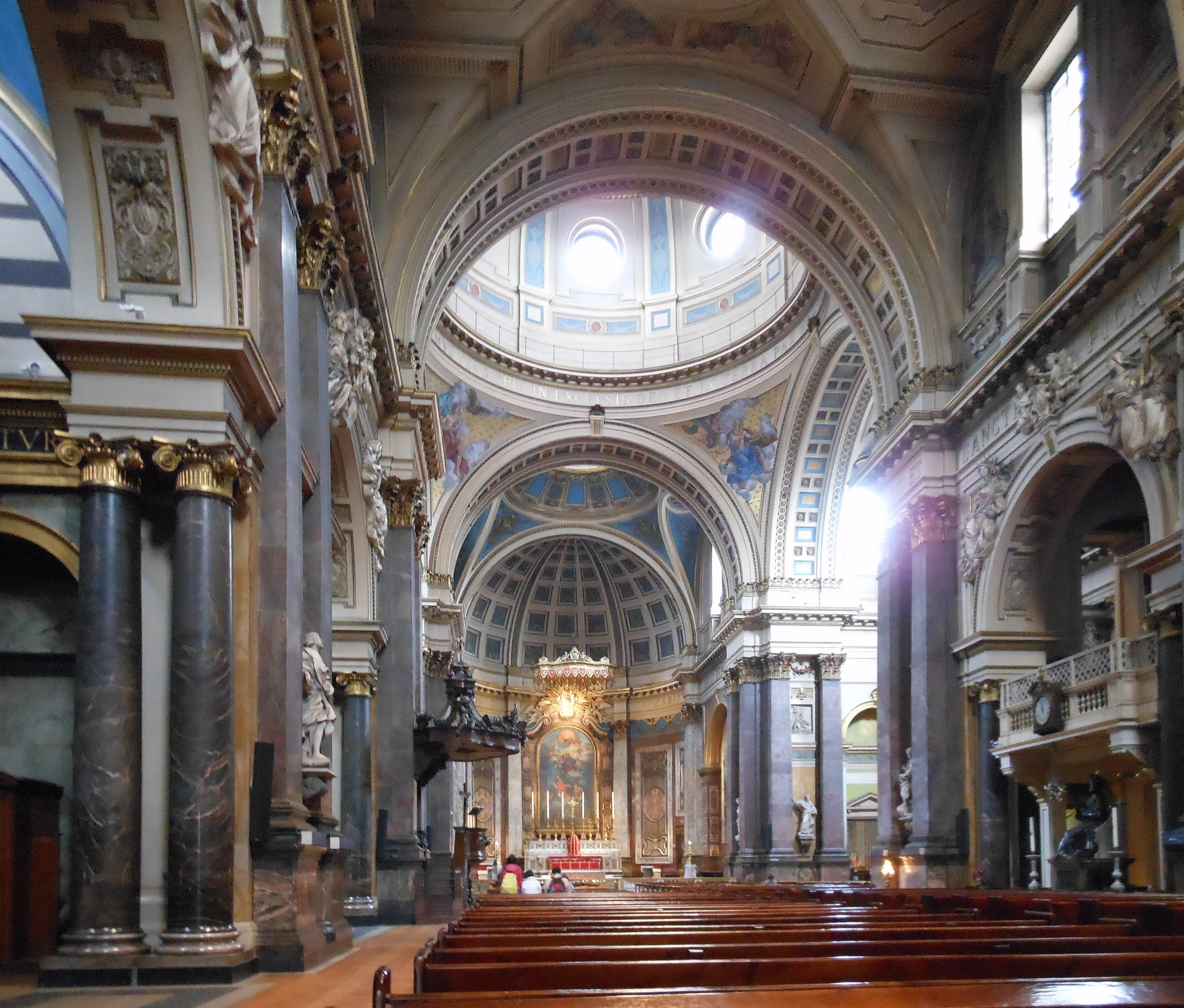
Interno

La chiesa del Cuore Immacolato di Maria si trova in Brompton Street.
L'edificio è imponente, in stile neobarocco, con pianta a croce latina, volte a botte, cappelle laterali e ampio transetto con cupola all'incrocio dei bracci. L'interno ospita alcune opere d'arte, tra cui sono di particolare rilievo le dodici statue marmoree degli Apostoli, opera dello scultore italiano Giuseppe Mazzuoli già nel Duomo di Siena, e la pala d'altare seicentesca della Lady Chapel (cappella dedicata a Maria), anch'essa opera proveniente dall'Italia.
Nel transetto destro la Carità e la Fede, due Profeti e tre Angioletti, uno dei due angeli sopra la nicchia centrale, San Domenico e Santa Caterina da Siena in due nicchie laterali sono dello scultore Tommaso Rues: sculture tutte provenienti dalla chiesa di San Domenico demolita nel 1867 a Brescia.
Annesso alla chiesa principale si trova il Little Oratory (in inglese: Oratorio Piccolo), costituito dalla prima chiesa dell'oratorio.

### Organi a canne

#### Organo della chiesa
L'organo a canne della chiesa, situato sulla cantoria in controfacciata, è stato costruito dalla ditta organaria J. W. Walker & Sons Ltd tra il 1952 e il 1954, con cassa neoclassica disegnata da Ralph Downes.
Lo strumento, a trasmissione mista, ha tre tastiere di 58 note ciascuna ed una pedaliera di 30, e la seguente disposizione fonica:
| Prima tastiera - Choir |        |
| Gedackt                | 8'     |
| Principal              | 4'     |
| Rohrflöte              | 4'     |
| Octave                 | 2'     |
| Waldflöte              | 2'     |
| Larigot                | 1.1/3' |
| Sesquialtera           | II     |
| Scharf                 | IV     |
| Cromorne               | 8'     |
| Tremulant              |        |

| Seconda tastiera - Great |        |
| Quintadena               | 16'    |
| Principal                | 8'     |
| Rohrflöte                | 8'     |
| Octave                   | 4'     |
| Gemshorn                 | 4'     |
| Quint                    | 2.2/3' |
| Superoctave              | 2'     |
| Tertian                  | II     |
| Mixture                  | IV-V   |
| Trumpet                  | 8'     |

| Terza tastiera - Swell |        |
| Violon                 | 16'    |
| Barpyp                 | 8'     |
| Quintadena             | 8'     |
| Viola                  | 8'     |
| Céleste                | 8'     |
| Principal              | 4'     |
| Gedacktflöte           | 4'     |
| Nazard                 | 2.2/3' |
| Octave                 | 2'     |
| Gemshorn               | 2'     |
| Tierce                 | 1.3/5' |
| Mixture                | IV     |
| Cymbel                 | III    |
| Echo Trumpet           | 8'     |
| Vox Humana             | 8'     |
| Tremulant              |        |

| Pedal      |         |
| Principal  | 16'     |
| Sub Bass   | 16'     |
| Quintflöte | 10.2/3' |
| Octave     | 8'      |
| Principal  | 8'      |
| Flute      | 8'      |
| Rohrquint  | 5.1/3'  |
| Octave     | 4'      |
| Nachthorn  | 2'      |
| Mixture    | IV      |
| Bombarde   | 16'     |
| Trumpet    | 8'      |
| Trumpet    | 2'      |

#### Organo delLittle Oratory
Nel Little Oratory, vi è un organo a canne costruito nel 1975 dall'organaro olandese Dirk Andries Flentrop.
Lo strumento è a trasmissione meccanica, ha due tastiere di 56 note ciascuna ed una pedaliera di 32. La sua disposizione fonica è la seguente:
| Prima tastiera - Hoofdwerk |        |
| Prestant                   | 8'     |
| Roerfluit                  | 8'     |
| Octaaf                     | 4'     |
| Speelfluit                 | 4'     |
| Octaaf                     | 2'     |
| Mixtuur                    | III-IV |
| Kromhoorn                  | 8'     |
| Tremulant                  |        |

| Seconda tastiera - Zwelwerk |        |
| Gedekt                      | 8'     |
| Roerfluit                   | 4'     |
| Gemshoorn                   | 2'     |
| Quint                       | 1.1/3' |
| Sexquialtera                | II     |
| Tremulant                   |        |

| Pedaal  |     |
| Subbas  | 16' |
| Bourdon | 8'  |
| Octaaf  | 4'  |
| Fagot   | 16' |